# Нафталанское нефтепромышленное общество
Нафталанское нефтепромышленное общество — одна из крупнейших компаний периода нефтяного бума на территории нынешнего Азербайджана. 

## История
Компания была основана в 1905 году с основным капиталом 2,4 млн. руб. Компании принадлежали нефтяные промысла в Биби-Эйбате. 
Чистая прибыль за 1912 год составила 1,01 млн. руб. 
В 1912 году общество вошло в состав фирмы «Лианозова Г.М. сыновей» и, соответственно, в состав «Русской генеральной нефтяной корпорацией».